# OpenAI
 (транскр.  Опен Еј-Ај) је америчка истраживачка организација за вештачку интелигенцију. Основана је у децембру 2015. у Сан Франциску. Његова наведена мисија је да развије „сигурну и корисну” вештачку општу интелигенцију, коју дефинише као „веома способне системе који надмашују људе у већини економски вредних послова”. Водећи је чинилац текућег пролећа вештачке интелигенције. Знатно га је популаризовао суоснивач Илон Маск.
У новембру 2022. објавио је ChatGPT, који је повећао заинтересованост за генеративну вештачку интелигенцију. Већински власник компаније је Microsoft, који држи око 49% акција, а помоћу њега је развио платформу Microsoft Azure. OpenAI се суочио са више тужби због наводног кршења ауторских права против аутора и медијских компанија чији је рад коришћен за обуку неких од OpenAI производа.